# ランドマーク・ワールドワイド
ランドマーク・ワールドワイド（英: Landmark Worldwide、旧社名ランドマーク・エデュケーション）は、アメリカ合衆国カリフォルニア州サンフランシスコに本社を置く国際的な教育会社である。個人と企業を対象に教育研修、自己啓発セミナー、「トランスフォーメーション（変容、人生の質の転換）教育」のプログラムを提供する。通称はランドマークで、主力商品名のランドマーク・フォーラムの名で呼ばれることもある。ランドマーク・フォーラムの日本での商品名はブレイクスルーテクノロジー。

## 概要
ワーナー・エアハード（本名：ジョン・ポール・ローゼンバーグ）が始めた教育研修セミナー会社の後続団体に当たり、エアハードのエアハード式セミナートレーニング（略称：est、エスト）をベースに作られたランドマーク・フォーラム等のセミナーを開催する。エストとザ・フォーラム、ランドマーク・フォーラムというセミナーの内容、歴史、影響関係、評価等の情報は本記事では省き、詳細はランドマーク・フォーラムに譲ることとする。これは、ランドマーク・フォーラム（ザ・フォーラム）を開催した会社は、ランドマーク・ワールドワイド（ランドマーク・エデュケーション）だけではないためである。
社会学的には「大規模自己啓発セミナー」（英: Large Group Awareness Training）というグループに分類される。ニューエイジ運動におけるヒューマン・ポテンシャル・セミナー、トレーニング・セミナー等と呼ばれることもある。
1991年にワーナー・エアハードは、巨額の脱税容疑と実の娘からのセクシャル・ハラスメントの訴えを起こされてスキャンダルになり、WE＆A（ワーナー・エアハード&アソシエイツ）の資産、知的財産権のライセンスを、従業員の団体、のちのランドマーク・エデュケーションに売却し、アメリカを去った。（エアハードの財務上の疑いはのちに晴れており、娘からの告訴も取り下げられている。）引き続きセミナーを行うため組織が作られ、講座を主宰し、従業員の多くを再雇用した。1991年5月からLandmark Education Corporationとして営業し、ワーナー・エアハードの弟ハリー・ローゼンバーグが最高責任者となった。しかし、彼らはエストの講座との間に何の連続性もないと主張している。ランドマーク・エデュケーションの取締役会の最高顧問はエアハードの弁護士を務めたArt Schreiberで、エアハードの姉妹ジョウン・ローゼンバーグも取締役である[要出典]。
日本には、腎臓専門医の小南奈美子がエストと出会って感銘を受け、1985年頃に持ち込んだ。小南は、13年間日本唯一の正式なフォーラム・リーダーとして働き、約4万人の参加者をトレーニングしたという。1999年、ランドマーク・エディケーションの代表取締役としてジェローム・ダウンズ（Jerome downs）というアメリカ人が就任し、その下で新たに日本人フォーラム・リーダーが現れるようになった。ダウンズはアジア担当重役でもあり、東京を拠点にアジア14か国で普及活動をし、2009年に死去した。
同社は、提供する講座は、人間の既存のものの見方や意思決定のパターンを変えることを目指すもので、参加者はそれまでの限界やパラダイムを超えたところで思考したり行動したりできるようになる、としている。日本語版公式ウェブサイトでは、「トランスフォーメーション（変容）教育のパイオニア」であると述べている。同社によると顧客の中心は30～40代の社会的に成功した人々であり、収益性の高いビジネスとして成功している。収益は、1997年には4800万ドル、2004年時点で推定年間5000万ドルである。
プログラムには同社の研究開発の成果が実践的な形で組み込まれているとされ、英語版公式ページには「ランドマーク・フォーラムを対象とした独立した事例研究、調査」としていくつかの事例があげられている。学者のElizabeth Puttickは、ランドマークの効果に関する主張には、同社自身による調査が引用されていると述べている。
セミナーには、自己を強力にバックアップする自己啓発の手段としての評価、家族関係や人間関係が改善できる、仕事がより容易になるといった称賛もある。一方、勧誘が強引、受講者に勧誘させている、価格が高いという意見、ネガティブな影響がみられる場合があるなどの批判もある。集団心理療法の代わりになるものではなく、医療機関の援助が必要な健康でない人には適さない。
ランドマークやその前身組織の講座の背後には哲学的エートスも見られ、中心テーマには東洋哲学的な基調がある。カルトや自己宗教、または広義の新宗教運動と見做されることもあるが、ランドマークは強く否定している。
ランドマーク・フォーラム（Landmark Forum）が入門講座としてあり、2018年時点で期間は3日間である。個人と企業に対して講座を提供しており、レストランチェーンのパンダエクスプレスやヨガウェアブランドのルルレモン・アスレティカは、従業員に対しランドマーク・フォーラムを受けるよう推奨している。一方、フランス政府（1991年）とオーストリア政府（2005年）が、ランドマークを財政と来歴を調査する可能性の高い組織のリストに加え注意を払っていたことがあり、フランスやカナダでは活動が問題視され、非常に厳しい報道も行われている。